# گناه (فیلم ۲۰۰۲)
گناه (به هندی: Gunaah) فیلمی محصول سال ۲۰۰۲ و به کارگردانی آمل شتگه است. در این فیلم بازیگرانی همچون دینو مورئا، بیپاشا باسو، عرفان خان، یاشپال شارما ایفای نقش کرده‌اند.